# Orchestre de Toscane
L'Orchestre de Toscane (en italien : Orchestra della Toscana) est un orchestre symphonique italien fondé en 1980, basé à Florence.

## Historique
L'Orchestre de Toscane, Orchestra della Toscana en italien, également connu sous le sigle ORT (Orchestra Regionale Toscana), est fondé en 1980 à l'initiative de la région Toscane, de la province et de la municipalité de Florence,.
La formation, en résidence au théâtre Verdi, est constituée d'une quarantaine d'instrumentistes, qui se produisent à Florence et dans l'ensemble de la région toscane,.

## Chefs permanents
Comme chefs permanents de l'orchestre se sont succédé, :
- Donato Renzetti (1986-1992) ;
- Lü Jia (en) (1993-1999) ;
- Daniel Kawka (2011-) ;
- Daniele Rustioni (2014-2020) ;
- Diego Ceretta (depuis 2023[4]).

## Commandes
L'Orchestre de Toscane est à l'origine de commandes passées à divers compositeurs, dont Zaubermarsch (1997) de Lorenzo Ferrero, Cadenzario (1991) de Salvatore Sciarrino et Exil (cantate, 1997) de Guido Turchi (en).

## Créations
L'Orchestre de Toscane est le créateur d'œuvres de Luciano Berio (Ofanim, 1997), Pascal Dusapin (Khôra, version pour 30 cordes, 1997), Ivan Fedele (Carme II, 1993), Fabio Vacchi (Girotondo, opéra, 1982) et Giovanni Verrando (Agile, 2004), notamment.